# Tribu Aniensis
La tribu Aniensis (en latin classique : Anǐensis) est l'une des trente-et-une tribus rustiques de la Rome antique.
D'après Tite-Live, elle aurait été créée en 300 AUB.
Les citoyens de la colonie romaine de Fréjus étaient inscrits à la tribu Aniensis.